# Combahee River Collective
Combahee River Collective var en svart feministisk grupp som bildades i Boston 1974.
Gruppen tog sitt namn efter den enda militära insatsen i USA:s historia som planerades och leddes av en kvinna, en gerillaattack som befriade över 750 slavar, vilken leddes av Harriet Tubman den 2 juni 1863 i South Carolina. År 1971 utarbetade gruppen A Black Feminist Statement, i vilket de förklarade sin politiska övertygelse, den svarta feminismens ursprung, svårigheterna att organisera svarta feminister samt den svarta feminismens frågor och praktik.